# Nederwaard Molen No.5
Nederwaard Molen 5 is een van de Kinderdijkse molens, in de Nederlandse gemeente Molenlanden. De molen die dateert uit 1738 wordt bewoond en is niet te bezoeken. Eigenaar is Stichting Werelderfgoed Kinderdijk. De molen heeft een ijzeren scheprad met een diameter van 6,30 meter waarmee de lage boezem van de Nederwaard wordt bemalen. Deze molen was behoorlijk naar het noorden toe scheefgezakt en men heeft in het verleden getracht dit in het metselwerk en in de kruivloer te compenseren. In 2010 is begonnen met een uitgebreide restauratie, waarbij de waterlopen zijn hersteld. In juli 2011 is de molen gedeeltelijk rechtgezet.

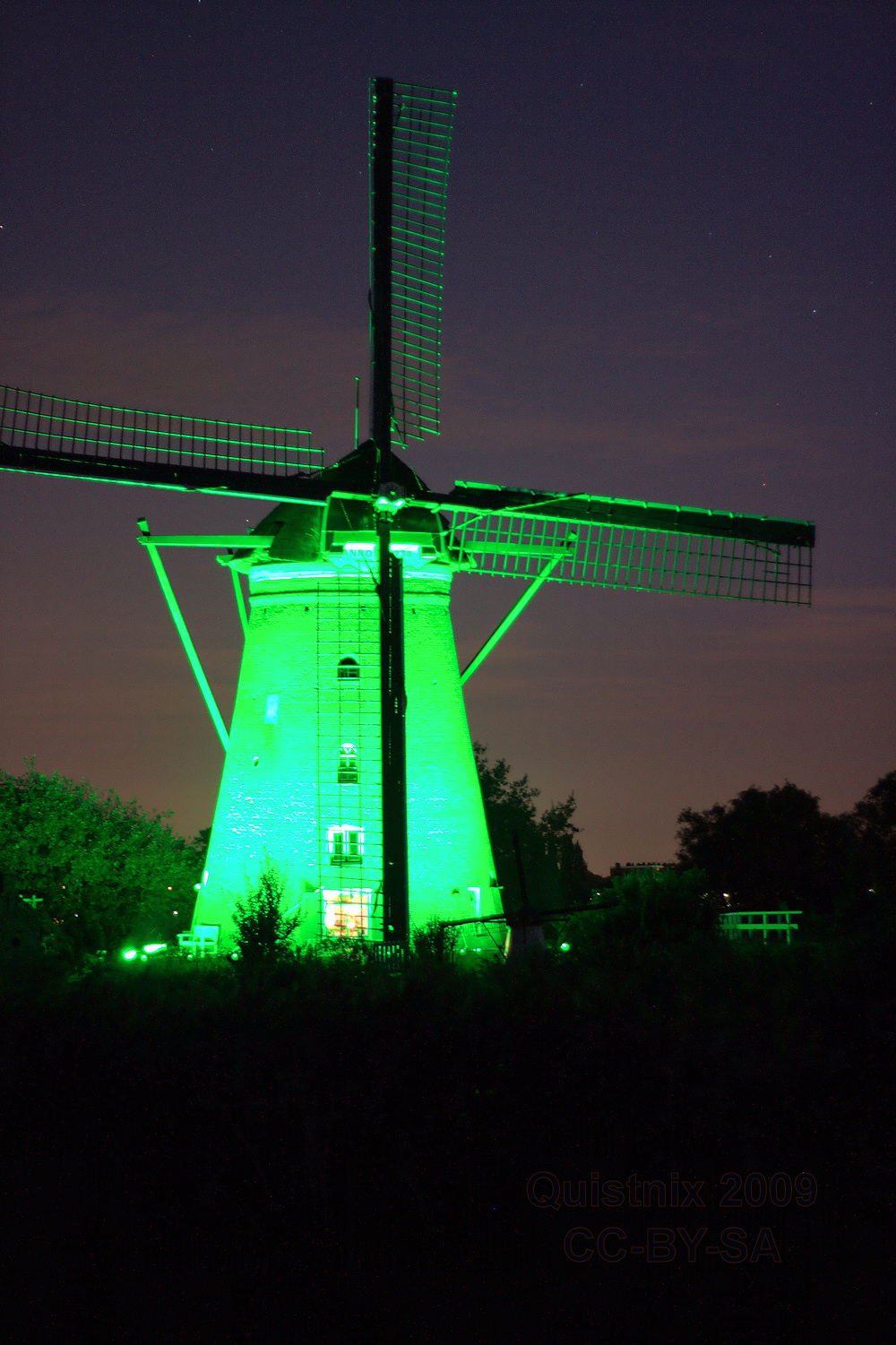
Molen Nederwaard No. 5, groen verlicht

Nederwaard:
Nederwaard No.1 ·
Nederwaard No.2 ·
Nederwaard No.3 ·
Nederwaard No.4 ·
Nederwaard No.5 ·
Nederwaard No.6 ·
Nederwaard No.7 ·
Nederwaard No.8

Overwaard:
Overwaard No.1 ·
Overwaard No.2 ·
Overwaard No.3 ·
Overwaard No.4 ·
Overwaard No.5 ·
Overwaard No.6 ·
Overwaard No.7 ·
Overwaard No.8

Overig:
De Blokker ·
De Hoge Molen ·
Kleine of Lage Molen